# 高星明誠
高星 明誠（たかぼし みつのり、1993年1月24日 - ）は、神奈川県平塚市出身のレーシングドライバー。

## プロフィール
- 身長：167cm
- 体重：60kg
- 血液型：RH+A型
- 東海大学工学部動力機械工学科卒業

## 経歴

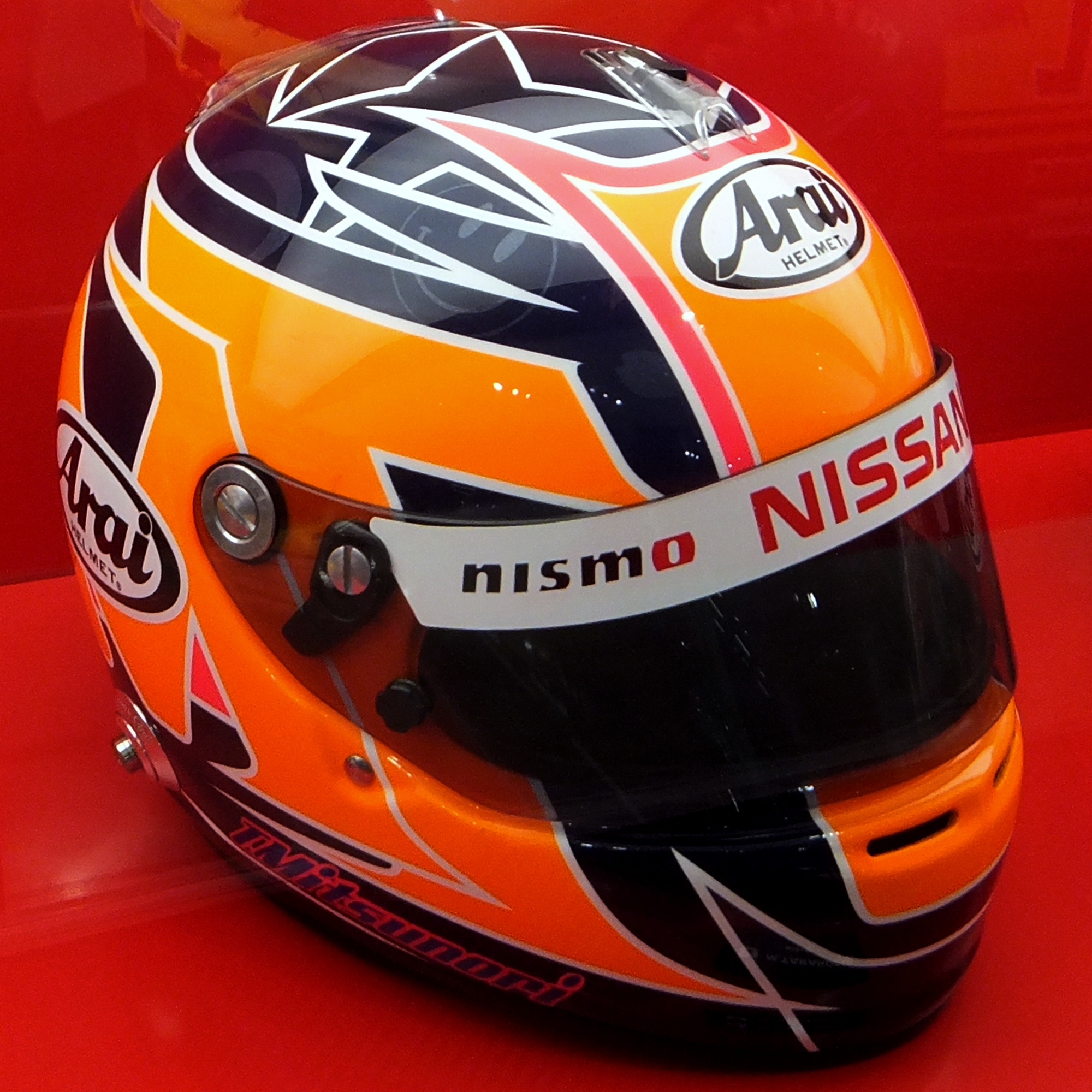
高星のヘルメット(2016年)

1998年よりレーシングカートを始め、数々のタイトルを獲得した。
2009年はニッサン・モータースポーツ・インターナショナル（NISMO）のサポートを受け全日本カート選手権（KF1クラス）に参戦し、シリーズ4位となる。
2010年よりニッサンの若手ドライバー育成プロジェクト「ニッサン・ドライバー・デベロップメント・プログラム」（NDDP）のドライバーとなり、フォーミュラチャレンジ・ジャパン（FCJ）に参戦した。
2013年はNDDP RACINGのドライバーとして全日本F3選手権（Nクラス）に参戦、シリーズチャンピオンを獲得した。
2014年は全日本F3選手権に参戦、ポールポジション5回、優勝3回と最終ラウンドまでタイトルを争いシリーズ3位となった。
2015年からNDDP RACINGよりSUPER GTに参戦開始。2016年はブランパンGT参戦の為、参戦を一旦休止したが、第5戦富士でDIJON Racingよりスポット参戦、第6戦鈴鹿1000kmでは負傷欠場の千代勝正の代役としてMOLAからGT500クラスにデビュー。
2017年はB-MAX RACING TEAMより再び全日本F3選手権にフル参戦し、シリーズチャンピオンを獲得した。
2018年はKONDO RacingからGT500クラスにステップアップを果たした。

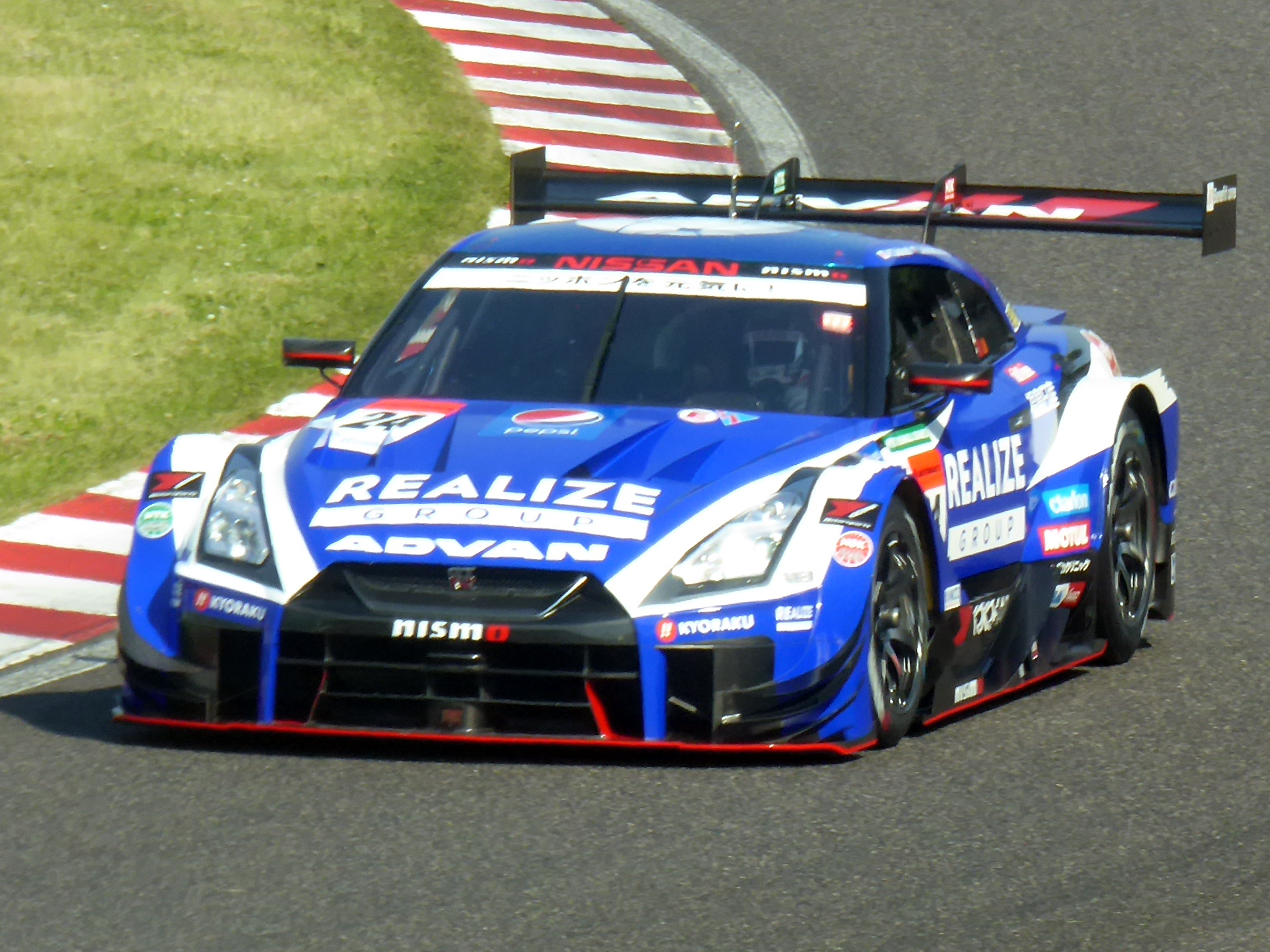
2019年GT500参戦車両

また、2018/2019シーズンのフォーミュラEにニッサン・e.damsからリザーブドライバー兼テストドライバーとして参戦する。
2020年はGT500クラスにフル参戦の一方で、スーパーフォーミュラ第2戦岡山でCOVID-19拡大による渡航制限で来日調整が出来なかったセルジオ・セッテ・カマラの代役としてBuzz Racing Team with B-MAXよりスポット参戦した。
2021年はスーパーフォーミュラ・ライツに参戦するB-MAX RACING TEAMの総監督に就任。名取鉄平のドライバーズタイトル獲得に貢献した。スーパーフォーミュラではTOYOTA GAZOO Racingから WECテストに参加する平川亮の代役として第4戦菅生にスポット参戦した。
2022年は、古巣のNDDP RACINGに移籍して、GT500クラスにフル参戦。第2戦富士では大クラッシュに見舞われたが、次戦の第3戦鈴鹿で念願のGT500初優勝を遂げた。この勝利は、自身の初勝利だけでなく、この年より日産のGT500ベース車両が前年までのGT-Rから変更した新型フェアレディZの初勝利、チームメイトの千代勝正にとってもGT500初勝利、前戦富士でのクラッシュから参戦が危ぶまれていた事から、ファンの間でも記憶に残る勝利となった。
2023年は引き続きNDDP RACINGよりGT500クラスに参戦。その一方でスーパーフォーミュラではダラーラ・SF19をベースとした「SF23」のトヨタ側の開発車両「赤寅」のテストドライバーを務めていた笹原右京がジュリアーノ・アレジの後任でシリーズ後半を戦う事とにより離脱した為、その後任としてテストドライバーに選出された。

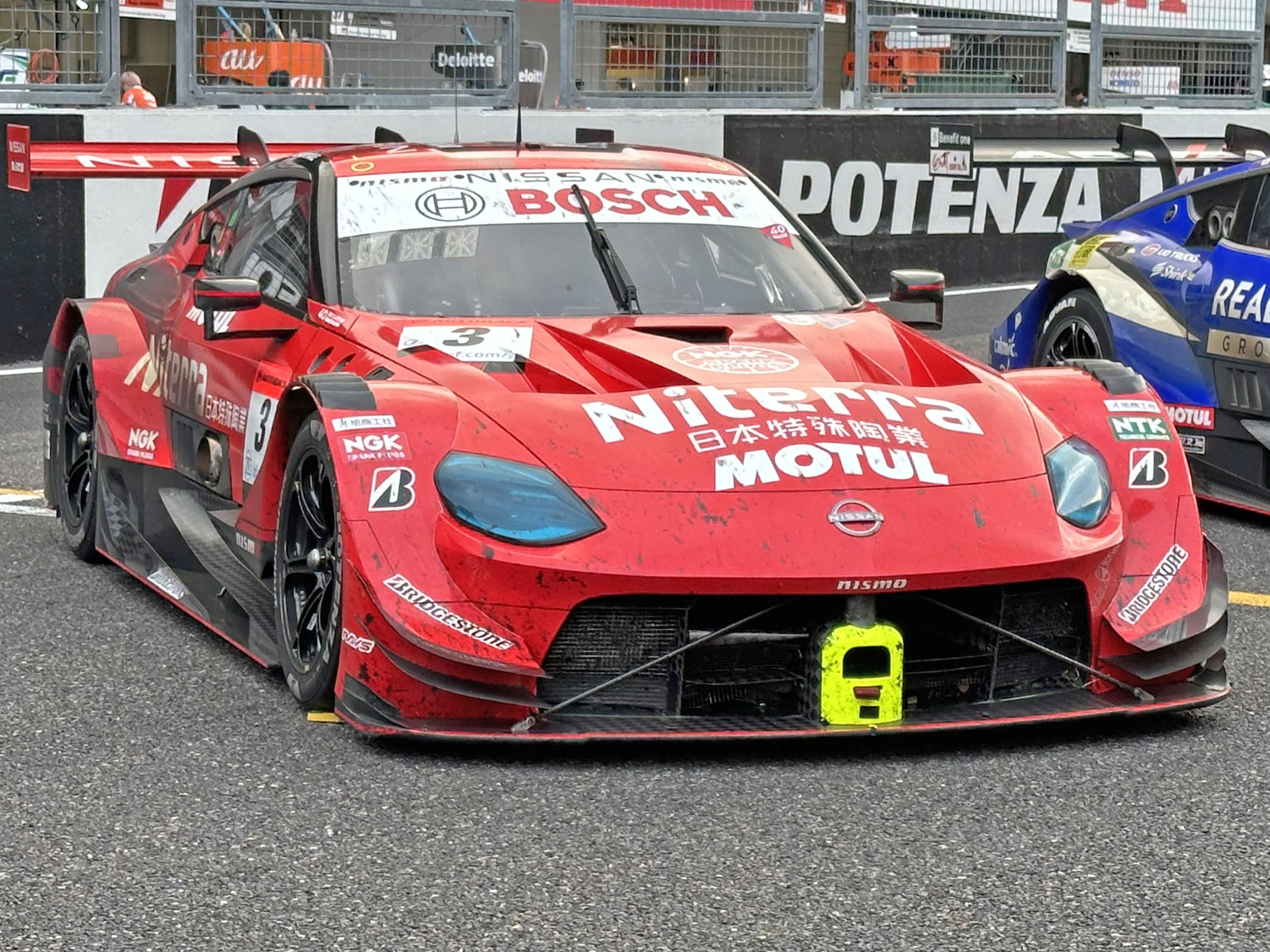
2024年GT500参戦車両

2025年はNISMOに移籍し、千代勝正と2023年以来再タッグを組んでGT500クラスを戦う。スーパーフォーミュラではTEAM IMPULから本格的にフル参戦を開始する。

## レース戦績
- 2003年
  - SL大井松田シリーズ Jrカデットクラス（シリーズチャンピオン）
  - SL全国大会 Jrカデットクラス（優勝）
  - 東日本ジュニア選手権 Jrカデットクラス（シリーズチャンピオン）
- 2004年
  - SL大井松田シリーズ TIAエキスパートクラス（シリーズチャンピオン）
  - SL全国大会 TIAエキスパートクラス（優勝）
  - 御殿場シリーズ TIAエキスパートクラス（シリーズ2位）
- 2005年 - ジュニアカート選手権
- 2006年 - ジュニアカート選手権 榛名大会（優勝）
- 2007年
  - SL大井松田シリーズ SSクラス（シリーズチャンピオン）
  - SL全国大会 SSクラス（4位）
  - 榛名CUP JrMAXクラス（シリーズチャンピオン）
  - ROTAX MAX CHALLENGE JrMAXクラス（シリーズ2位）
  - ROTAX MAX グランドファイナル ドバイ大会 JrMAXクラス
  - マカオ カートGP JrMAXクラス（4位）
- 2008年 - 全日本カート選手権 KF1クラス（シリーズ7位）
- 2009年 - 全日本カート選手権 KF1クラス（シリーズ4位）
- 2010年 - フォーミュラ・チャレンジ・ジャパン
- 2011年 - フォーミュラ・チャレンジ・ジャパン（シリーズ7位）
- 2012年 - フォーミュラ・チャレンジ・ジャパン（シリーズ3位）
- 2013年 - 全日本F3選手権 F3-Nクラス（NDDP RACING #23／ダラーラ F306 N - トムス ）（シリーズチャンピオン）
- 2014年 - 全日本F3選手権（B-MAX Racing Team with NDDP #22／ダラーラ F312 - トムス ）（シリーズ3位）
- 2015年
  - 全日本F3選手権（B-MAX Racing Team with NDDP #23／ダラーラ F312 - トムス ）（シリーズ3位）
  - SUPER GT・GT300クラス（NDDP RACING #3 B-MAX NDDP GT-R／NISSAN GT-R NISMO GT3）（シリーズ4位・2勝）
- 2016年
  - ブランパンGTシリーズ・PROクラス-（Nissan GT Academy Team RJN #23／NISSAN GT-R NISMO GT3）
  - 全日本F3選手権<Rd.5-8,11-14>（B-MAX Racing Team with NDDP #21／ダラーラ F312 - フォルクスワーゲン ）
  - SUPER GT・GT300クラス<Rd.4,7-8>（DIJON Racing #48 DIJON Racing GT-R／NISSAN GT-R NISMO GT3）
  - SUPER GT・GT500クラス<Rd.5>（MOLA #46 S Road CRAFTSPORTS GT-R／GT-R R35 NR20A）
- 2017年
  - 全日本F3選手権（B-MAX Racing Team with NDDP #23／ダラーラ F312 - フォルクスワーゲン ）（シリーズチャンピオン）
  - SUPER GT・GT300クラス（NDDP RACING #3 B-MAX NDDP GT-R／NISSAN GT-R NISMO GT3）
- 2018年 - SUPER GT・GT500クラス（KONDO RACING #24 フォーラムエンジニアリング ADVAN GT-R／GT-R R35 NR20A）（シリーズ14位）
- 2019年 - SUPER GT・GT500クラス（KONDO RACING #24 リアライズコーポレーション ADVAN GT-R／GT-R R35 NR20A）（シリーズ14位）
- 2020年
  - 全日本スーパーフォミュラ・ライツ選手権（Rd.1～3）（B-MAX RACING TEAM #52 B-MAX RACING TEAM）（シリーズ7位）
  - 全日本スーパーフォーミュラ選手権（Rd.2）（Buzz Racing Team with B-MAX #50 Buzz RACING SF19)
  - SUPER GT・GT500クラス（KONDO RACING #24 リアライズコーポレーション ADVAN GT-R／GT-R R35 NR20B）（シリーズ14位）
- 2021年
  - 全日本スーパーフォーミュラ選手権（Rd.4）（carenex TEAM IMPUL #20 carenex TEAM IMPUL SF19)
  - SUPER GT・GT500クラス（KONDO RACING #24 リアライズコーポレーション ADVAN GT-R／GT-R R35 NR4S21）（シリーズ15位）
- 2022年 - SUPER GT・GT500クラス（NDDP RACING #3 CRAFTSPORTS MOTUL Z／フェアレディZ Z34 NR4S21）（シリーズ2位）
- 2023年 - SUPER GT・GT500クラス（NDDP RACING #3 Niterra MOTUL Z／フェアレディZ Z34 NR4S21）（シリーズ2位）
- 2024年 - SUPER GT・GT500クラス（NISMO NDDP #3 Niterra MOTUL Z／フェアレディZ Z34 NR4S24）（シリーズ3位）
- 2025年
  - 全日本スーパーフォーミュラ選手権（ITOCHU ENEX WECARS TEAM IMPUL #20 ITOCHU ENEX WECARS TEAM IMPUL SF23）
  - SUPER GT・GT500クラス（NISMO #23 MOTUL AUTECH Z／フェアレディZ Z34 NR4S24）

### 全日本フォーミュラ3選手権/全日本スーパーフォーミュラ・ライツ選手権
| 年     | チーム                      | エンジン | クラス | 1      | 2      | 3      | 4      | 5      | 6        | 7      | 8      | 9      | 10     | 11     | 12     | 13       | 14     | 15     | 16     | 17     | 18     | 19     | 20     | 順位 | ポイント |
| ------ | --------------------------- | -------- | ------ | ------ | ------ | ------ | ------ | ------ | -------- | ------ | ------ | ------ | ------ | ------ | ------ | -------- | ------ | ------ | ------ | ------ | ------ | ------ | ------ | ---- | -------- |
| 2013年 | NDDP RACING                 | トヨタ   | N      | SUZ1 7 | SUZ2 7 | TRM1 7 | TRM2 7 | TRM3 7 | OKA1 5   | OKA2 6 | FSW1 8 | FSW2 5 | TRM1 7 | TRM2 8 | SUG1 5 | SUG2 7   | FSW1 8 | FSW2 5 |        |        |        |        |        | 1位  | 163      |
| 2014年 | B-MAX Racing Team with NDDP | トヨタ   |        | SUZ1 2 | SUZ2 1 | TRM1 3 | TRM2 4 | TRM3 4 | OKA1 3   | OKA2 4 | FSW1 1 | FSW2 4 | TRM1 2 | TRM2 1 | SUG1 4 | SUG2 Ret | FSW1 4 | FSW2 5 |        |        |        |        |        | 3位  | 82       |
| 2015年 | B-MAX Racing Team with NDDP | トヨタ   |        | SUZ1 1 | SUZ2 2 | TRM1 3 | TRM2 2 | TRM3 4 | OKA1 3   | OKA2 3 | FSW1 3 | FSW2 2 | OKA1 1 | OKA2 1 | FSW1 3 | FSW2 Ret | TRM1 4 | TRM2 3 | SUG1 5 | SUG2 8 |        |        |        | 3位  | 92       |
| 2016年 | B-MAX Racing Team with NDDP | VW       |        | SUZ1   | SUZ2   | FSW1   | FSW2   | OKA1 4 | OKA2 8   | SUZ1 1 | SUZ2 1 | FSW1   | FSW2   | TRM1 7 | TRM2 8 | OKA1 2   | OKA2 1 | SUG1   | SUG2   | SUG3   |        |        |        | 4位  | 142      |
| 2017年 | B-MAX Racing Team with NDDP | VW       |        | OKA1 1 | OKA2 2 | OKA3 1 | SUZ1 1 | SUZ2 1 | FSW1 DSQ | FSW2 1 | OKA1 1 | OKA2 4 | SUZ1 3 | SUZ2 3 | FSW1 1 | FSW2 2   | TRM1 2 | TRM2 2 | TRM3 2 | AUT1 3 | AUT2 3 | SUG1 4 | SUG2 4 | 1位  | 148      |
| 2020年 | B-MAX RACING TEAM           | VW       |        | TRM1 5 | TRM2 4 | TRM3 4 | OKA1   | OKA2   | SUG1     | SUG2   | SUG3   | AUT1   | AUT2   | AUT3   | SUZ1   | SUZ2     | SUZ3   | FSW1   | FSW2   | FSW3   |        |        |        | 7位  | 8        |

- 太字はポールポジション、斜字はファステストラップ。(key)

### スーパーフォーミュラ
| 年     | チーム                      | シャシー       | エンジン | 1      | 2      | 3      | 4      | 5      | 6   | 7   | 8   | 9   | 10  | 11  | 12  | 順位 | ポイント |
| ------ | --------------------------- | -------------- | -------- | ------ | ------ | ------ | ------ | ------ | --- | --- | --- | --- | --- | --- | --- | ---- | -------- |
| 2020年 | Buzz Racing Team with B-MAX | ダラーラ・SF19 | ホンダ   | TRM    | OKA 14 | SUG    | AUT    | SUZ    | SUZ | FSW |     |     |     |     |     | NC   | 0        |
| 2021年 | carenex TEAM IMPUL          | ダラーラ・SF19 | トヨタ   | FSW    | SUZ    | AUT    | SUG 11 | TRM    | TRM | SUZ |     |     |     |     |     | NC   | 0        |
| 2025年 | TEAM IMPUL                  | ダラーラ・SF23 | トヨタ   | SUZ 12 | SUZ 20 | MOT 15 | MOT 19 | AUT 11 | FSW | FSW | SUG | FSW | FSW | SUZ | SUZ | NC*  | 0*       |

- 太字はポールポジション、斜字はファステストラップ。(key)
- * : 今シーズンの順位。（現時点）

### SUPER GT
| 年     | チーム       | 使用車両               | クラス | 1      | 2      | 3      | 4       | 5       | 6      | 7      | 8       | 9   | 順位  | ポイント |
| ------ | ------------ | ---------------------- | ------ | ------ | ------ | ------ | ------- | ------- | ------ | ------ | ------- | --- | ----- | -------- |
| 2015年 | NDDP RACING  | 日産・GT-R NISMO GT3   | GT300  | OKA 8  | FSW 2  | CHA 1  | FSW Ret | SUZ 14  | SUG 8  | AUT 1  | TRM Ret |     | 4位   | 61       |
| 2016年 | DIJON Racing | 日産・GT-R NISMO GT3   | GT300  | OKA    | FSW    | SUG    | FSW 12  |         | CHA    | TRM 10 | TRM 14  |     | 27位  | 1        |
| 2016年 | MOLA         | 日産・GT-R NISMO GT500 | GT500  |        |        |        |         | SUZ 3   |        |        |         |     | 17位  | 13       |
| 2017年 | NDDP RACING  | 日産・GT-R NISMO GT3   | GT300  | OKA 7  | FSW 6  | AUT 9  | SUG 8   | FSW Ret | SUZ 14 | CHA 9  | TRM 10  |     | 17位  | 17       |
| 2018年 | KONDO RACING | 日産・GT-R NISMO GT500 | GT500  | OKA 6  | FSW 13 | SUZ 9  | CHA Ret | FSW 6   | SUG 6  | AUT 7  | TRM 10  |     | 14位  | 23       |
| 2019年 | KONDO RACING | 日産・GT-R NISMO GT500 | GT500  | OKA 5† | FSW 12 | SUZ 8  | CHA 4   | FSW Ret | AUT 9  | SUG 15 | TRM 10  |     | 14位  | 17       |
| 2020年 | KONDO RACING | 日産・GT-R NISMO GT500 | GT500  | FSW 10 | FSW 12 | SUZ 11 | TRM 13  | FSW 14  | SUZ 8  | TRM 14 | FSW 13  |     | 19位  | 4        |
| 2021年 | KONDO RACING | 日産・GT-R NISMO GT500 | GT500  | OKA 14 | FSW 12 | SUZ 3  | TRM 12  | SUG 6   | AUT 14 | TRM 7  | FSW 11  |     | 15位  | 20       |
| 2022年 | NDDP RACING  | 日産・Z GT500          | GT500  | OKA 5  | FSW 15 | SUZ 1  | FSW 12  | SUZ 4   | SUG 1  | AUT 7  | MOT 4   |     | 2位   | 66       |
| 2023年 | NDDP RACING  | 日産・Z GT500          | GT500  | OKA 2  | FSW 5  | SUZ 4  | FSW 1   | SUZ 12  | SUG 9  | AUT 3  | MOT 13  |     | 2位   | 63       |
| 2024年 | NISMO NDDP   | 日産・Z NISMO GT500    | GT500  | OKA 6  | FSW 1  | SUZ 8  | FSW 12  | SUZ 7   | SUG 6  | AUT 3  | MOT 7   |     | 3位   | 54       |
| 2025年 | NISMO        | 日産・Z NISMO GT500    | GT500  | OKA 6  | FSW 8  | SEP 13 | FSW 11  | FSW 9   | SUZ    | SUG    | AUT     | MOT | 11位* | 9*       |

- 太字はポールポジション、斜字はファステストラップ。(key)
- † : ハーフポイント。レース周回数が75%未満で終了したため、得点が半分となる。
- * : 今シーズンの順位。（現時点）